# 이동 (안산시)
이동(二洞)은 경기도 안산시 상록구에 위치한 동(洞)이다.

## 지리
포항시 북구에 위치한다. 북쪽으로는 일동, 남쪽으로는 사동과 본오동, 서쪽으로는 성포동이 있고 동쪽으로는 반월동이 인접한다. 동남부 매화초등학교 인근에 구룡산(九龍山)을 비롯한 야산들이 솟아 있다.

## 역사
조선 시대에는 광주군 성곶면 이리로 불려왔고, 1906년 안산군, 1914년 수원군, 1949년에는 화성군에 편입되었다. 1986년 안산시 승격 이후 반월동이 되었고, 1991년 반월동에서 분리되었다. 2004년 7월 일동으로부터 분동하였다. 2007년 기존 안산농수산물도매시장에 있던 동사무소가 매화초등학교 인근으로 이전되었다.

## 지명
예전에 이동은 아랫말, 응단말, 고잔(古棧), 붉은섬, 조미 등으로 불려왔다.
아랫말
조선 시대에 배가 이 마을까지 들어왔다고 하여 선촌(船村)이라고 하기도 했다. 1937년 일제강점기 때 수인선의 일리역이 건설되었다가 안산선이 건설되는 과정에서 이설 및 개칭되었다. 해마다 음력 7월에 당제(堂祭)를 지냈다. 1979년 이후 택지 개발 계획이 조성되어, 1986년부터 민가가 들어서기 시작하였다. 현재의 안산구룡체육관, 매화초등학교 인근이 바로 이 지역이다.
고잔, 붉은 섬, 조미
현재의 안산선(수도권 전철 4호선) 선로 변을 중심으로 한 남쪽 지대이다. 해안가 지역이었으나 간척 이후 신도시로 개발되었다.

### 지명 유래
광주군의 견아상입지였기 때문에 편의상 일리~오리라고 불렀는데, 이것이 공식 지명으로 굳어졌다고 추측된다. 한글로 된 마을 이름은 ‘솔이웃’이었다. 솔이웃은 소나무가 울창한 곳이라는 뜻에서 붙은 이름이다.

## 주요 시설
교육 시설
- 매화초등학교
- 학현초등학교
- 송호고등학교

체육 시설
- 안산구룡체육관

## 아파트
| 단지명                 | 건설사     | 시행사       | 주소                   | 입주        | 비고 |
| ---------------------- | ---------- | ------------ | ---------------------- | ----------- | ---- |
| 고잔그린빌 10단지      | 삼협건설㈜ | 대한주택공사 | 상록구 안산천남1로 100 | 2003년 3월  |      |
| 안산 고잔 2차 푸르지오 | 대우건설   | 대우건설     | 상록구 안산천남1로 70  | 2001년 12월 |      |

## 교통
- 수도권 전철 4호선, 수인·분당선 한대앞역